# جيمي أوسو
جوناثان سولوفا فاتو (من مواليد 22 أغسطس 1985) هو مصارع أمريكي محترف. وهو موقّع حاليًا مع اتحاد WWE، حيث يؤدي عروضه على سماكداون باسم جيمي أوسو، وهو عضو في فريق البلودلاين. قضى معظم حياته المهنية مع شقيقه التوأم جاي أوسو ضمن فريق الأوسو. وهو عضو في عائلة أنوي الشهيرة في المصارعة. تشمل سلالته والده ريكيشي وأعمامه المُصارعين من ساموا البرية.

## روابط خارجية
- صفحة جيمي أوسو على دبليو دبليو إي.كوم